# Équipe cycliste Waoo
L'équipe cycliste Waoo, (anciennement dénommée Tre-For, Trefor, Trefor-Blue Water ou encore Virtu Pro-Veloconcept) est une équipe cycliste continentale danoise, active entre 2011 et 2019. Créée en 2011 sous le nom de Tre-For, elle prend successivement les noms Trefor (2013), Trefor-Blue Water (2014-2015), Trefor (janvier-juillet 2016), Virtu Pro-Veloconcept (juillet-décembre 2016), VéloCONCEPT (janvier-septembre 2017), Virtu Cycling (septembre 2017-juillet 2018) et Team Waoo pour finir. Elle a le statut d'équipe continentale de 2012 à 2019.
Une équipe féminine évoluant dans le World Tour existe également de 2017 à 2019.

## Histoire de l'équipe
L'équipe est créée en 2011 sous le nom de Tre-For.
Elle obtient le statut d'équipe continentale à partir de 2012.
L'équipe prend le nom de Trefor-Blue Water en 2014 à la suite de l'arrivée du sponsor Blue Water, dû à l’arrêt de l'équipe Blue Water. Jacob Nielsen est manager général et directeur sportif, Allan Johansen directeur sportif. Treize coureurs, tous danois, constituent son effectif,. Rasmus Guldhammer remporte la quatrième étape du Tour du Loir-et-Cher le 19 avril et la cinquième étape le lendemain, et Hadeland GP le lendemain. Rasmus Christian Quaade remporte quant à lui le championnat du Danemark du contre-la-montre le 26 juin et le Chrono champenois le 14 septembre.
L'ancien coureur et manager d'équipe Bjarne Riis et Lars Seier Christensen (da), cofondateur de Saxo Bank, fondent en 2016 la société Riis Seier Denmark, qui devient sponsor principal de l'équipe. Celle-ci est alors renommée Virtu-Veloconcept. En fin d'année, Riis Seier Denmark devient propriétaire des équipes masculine et féminine Virtu-Veloconcept. En début de saison 2017, les équipes sont renommées Veloconcept.
En septembre 2017, l'homme d'affaires Jan Bech Andersen, propriétaire du club de football Brøndby IF, achète un tiers des actions de la société Riis Seier Denmark. Celle-ci est renommée Virtu Cycling Group, et Bjarne Riis et Lars Seiers en détiennent désormais chacun un tiers des parts également. Comme les autres projets de l'entreprise, l'équipe cycliste est immédiatement renommée Virtu Cycling. 
En juillet 2018, elle est renommée Team Waoo, jusqu'à sa dissolution en octobre 2019.

## Principales victoires

### Courses d'un jour
- Hadeland GP : Rasmus Guldhammer (2014 et 2017), Søren Kragh Andersen (2015)
- Chrono champenois : Rasmus Christian Quaade (2014)
- Grand Prix Ringerike : Asbjørn Kragh Andersen (2015), Rasmus Guldhammer (2017)
- Grand Prix Viborg : Kasper Asgreen (2017)
- Grand Prix de Francfort espoirs : Niklas Larsen (2018)
- Sundvolden GP : Alexander Kamp (2018)
- Circuit de Wallonie : Mikkel Honoré (2018)
- Lillehammer GP : Alexander Kamp (2018)

### Courses par étapes
- Triptyque des Monts et Châteaux : Mads Würtz Schmidt (2016)
- Tour du Loir-et-Cher : Alexander Kamp (2017), Asbjørn Kragh Andersen (2018)

### Championnats nationaux
- Championnats du Danemark sur route : 2
  - Contre-la-montre : 2014 (Rasmus Christian Quaade[3])
  - Contre-la-montre espoirs : 2016 (Kasper Asgreen)

## Classements UCI

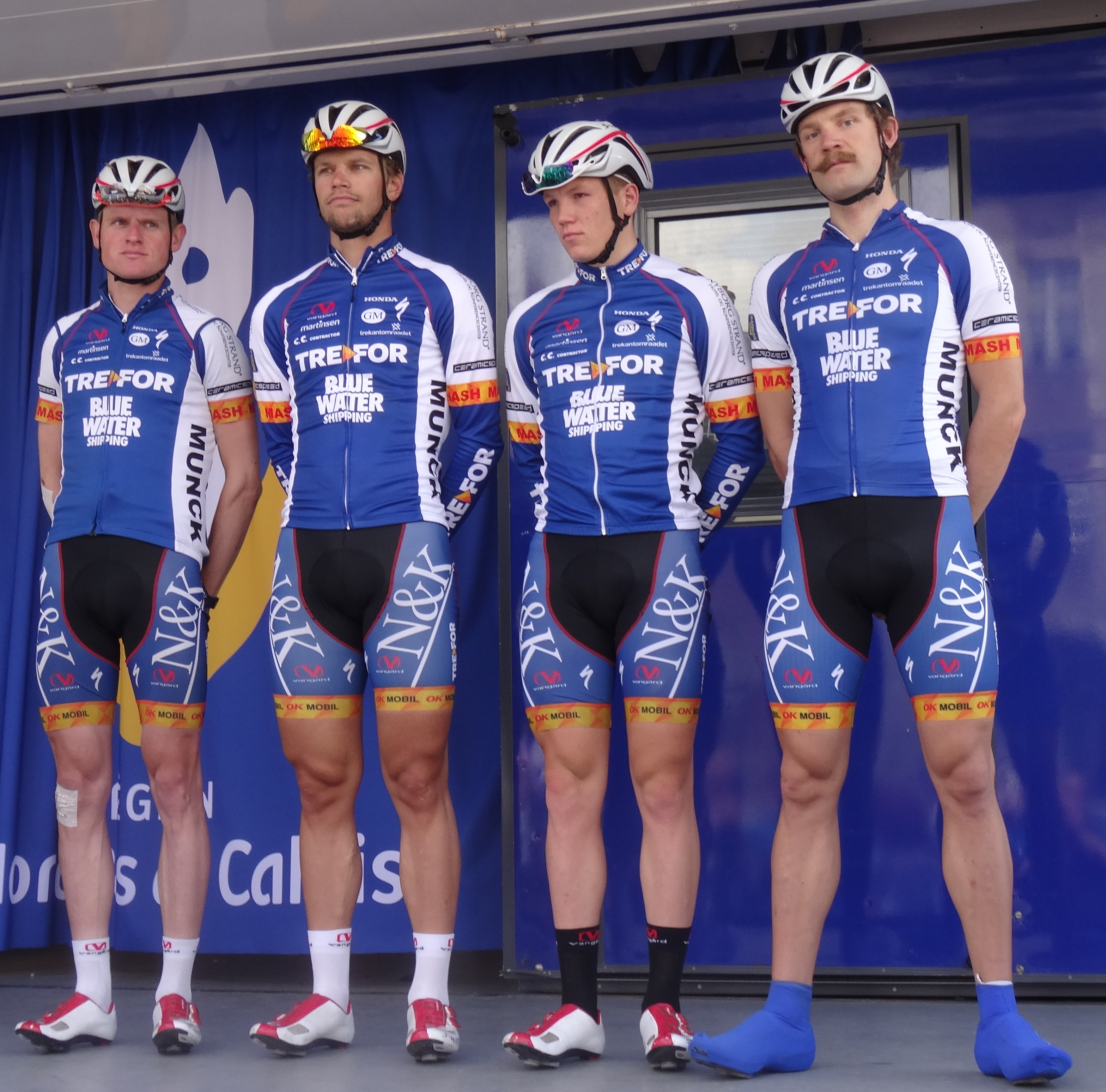
L'équipe en 2014

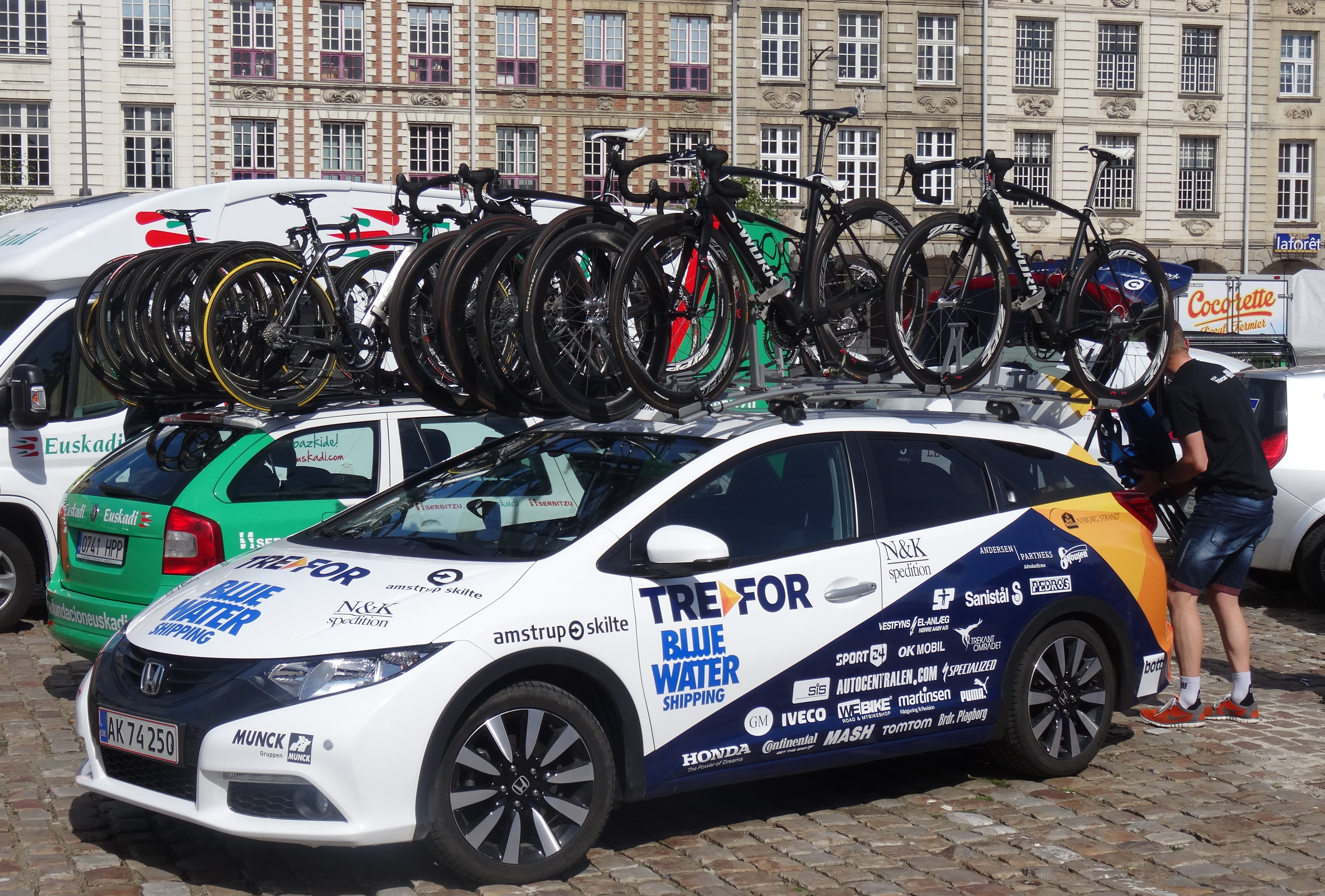
Une des voitures de l'équipe peu avant le départ de la 3e étape du Paris-Arras Tour 2014 à Arras.

UCI America Tour
| Saison | Classement par équipes | Meilleur coureur au classement individuel |
| ------ | ---------------------- | ----------------------------------------- |
| 2015   | 50e                    | Michael Olsson (353e)                     |

UCI Asia Tour
| Saison | Classement par équipes | Meilleur coureur au classement individuel |
| ------ | ---------------------- | ----------------------------------------- |
| 2014   | 32e                    | Patrick Clausen (65e)                     |
| 2015   | 65e                    | Mark Sehested Pedersen (163e)             |
| 2016   | 57e                    | Kasper Asgreen (152e)                     |

UCI Europe Tour
| Saison | Classement par équipes | Meilleur coureur au classement individuel |
| ------ | ---------------------- | ----------------------------------------- |
| 2012   | 120e                   | Asbjørn Kragh Andersen (993e)             |
| 2013   | 75e                    | Rasmus Christian Quaade (322e)            |
| 2014   | 33e                    | Rasmus Guldhammer (72e)                   |
| 2015   | 25e                    | Søren Kragh Andersen (20e)                |
| 2016   | 51e                    | Mads Würtz Schmidt (114e)                 |
| 2017   | 21e                    | Rasmus Guldhammer (55e)                   |

## Waoo en 2019[13]

### Effectif
| Cycliste                   | Date de naissance | Nationalité | Équipe 2018        |  |
| -------------------------- | ----------------- | ----------- | ------------------ |  |
| Patrick Clausen            | 2 juillet 1990    | Danemark    | Riwal-CeramicSpeed |  |
| Silas Zacharias Clemmensen | 25 octobre 1996   | Danemark    |                    |  |
| Frederik Nybo Eriksen      | 7 mars 2000       | Danemark    |                    |  |
| Oliver Wulff Frederiksen   | 11 octobre 2000   | Danemark    |                    |  |
| Rasmus Guldhammer          | 9 mars 1989       | Danemark    | Waoo               |  |
| Andreas Hyldgaard          | 21 juillet 1996   | Danemark    | Waoo               |  |
| Johan Langballe            | 9 février 1999    | Danemark    | Waoo               |  |
| Mathias Larsen             | 2 mai 1999        | Danemark    | ColoQuick          |  |
| Martin Mortensen           | 5 novembre 1984   | Danemark    | Riwal-CeramicSpeed |  |
| Jesper Schultz             | 27 février 1996   | Danemark    | Waoo               |  |
| Michael Carbel Svendgaard  | 7 février 1995    | Danemark    | Fortuneo-Samsic    |  |
| Frederik Thomsen           | 3 octobre 2000    | Danemark    |                    |  |

## Saisons précédentes
- Trefor-Blue Water en 2014
- Trefor-Blue Water en b2015
- Trefor 2016